# Хилл, Робин, 8-й маркиз Дауншир
Артур Робин Иэн Хилл, 8-й маркиз Дауншир, также известный как Робин Хил (англ. Arthur Robin Ian Hill, 8th Marquess of Downshire; 10 мая 1929 — 18 декабря 2003) — англо-ирландский аристократ, землевладелец и наследственный констебль форта Хиллсборо. Он успешно приобрел новую земельную собственность в Норт-Йоркшире после Ирландских законов о земле и создания нового города Брэкнелл, который в значительной степени лишил его его первоначальных владений.

## Биография
Родился 10 мая 1929 года в Бромптон-сквере в Лондоне. Единственный сыном лорда Артура Фрэнсиса Хилла (1895—1953) и Ишабель Вильгельмины Шейлы Макдугалл (? — 1961), внук Артура Уиллса Джона Веллингтона Трамбулла Хилла, 6-го маркиза Дауншира (1871—1918).
В юности его обучал игре на гобое Леон Гуссенс. В Итонском колледже он был капитаном 8-й стрелковой школы и возглавил её, чтобы выиграть щит Эшбертона в Бисли. После окончания школы он проходил Национальную службу в Королевских шотландских серых в Германии с 1948 по 1950 год. Последовала жизнь в Ардингли, дисконтный дом и должность дипломированного бухгалтера, получивший награды ACA в 1959 году и FCA в 1962 году. В 1963 году он занялся сельским хозяйством.

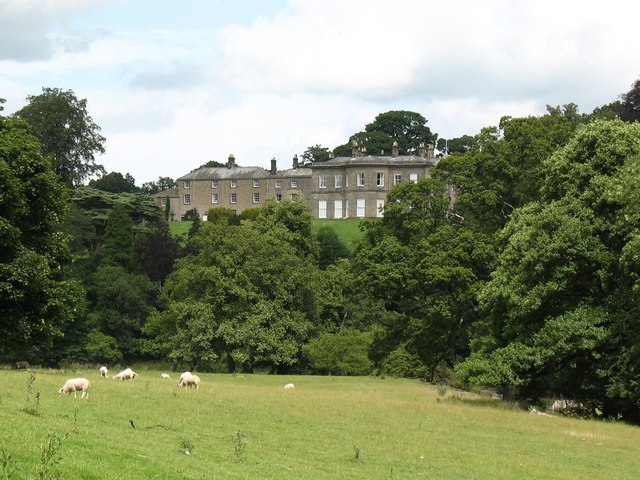
Замок Клифтон, Норт-Йоркшир

Ирландские владения семьи и их поместье в Беркшире с особняком Берн-Джонса и Морриса 1870-х годов в стиле ретро в стиле Якоба в Истемпстеде были отчуждены и проданы. Его предшественники не нашли альтернативы, поэтому молодой Робин Хилл, теперь имеющий жену и наследника, нуждался в собственной резиденции. Он нашёл замок Клифтон на берегу реки Уре в Северном Йоркшире, о котором Певзнер написал: «построен в 1802—1810 годах, и совсем не в замковом настроении».
В марте 1989 года Хилл унаследовал от своего дяди восемь пэрств: пять пэрств в Ирландии и три пэрства в Великобритании. Необходимость удовлетворить казначейство немедленно привела маркиза Дауншира, как его теперь называли, к легкой полемике. 2-й маркиз Маркиз женился на наследнице последнего Трамбалла. Это наследство включало поместье Истэмпстед, недалеко от Брэкнелла, к западу от Виндзора, и вместе с ним бумаги Трамбулла. Они включали 388 томов рукописей, собранных сэром Уильямом Трамбуллом (1639—1716), британским послом в Париже и Стамбуле, и его внуком Уильямом Трамбуллом, британским резидентом в Брюсселе. Архив с письмами Стюарта Кингса, Филиппа II Испанского, Марии Медичи, Бэкона, Донна, Драйдена, Фентона, Александра Поупа и Георга Рудольфа Векерлина был передан в Архивное бюро Беркшира. Летом 1989 года коллекция была отправлена на аукцион Sotheby’s в Лондоне, разделена на 63 лота и подготовлена к продаже с эстимейтом 2,5 миллиона фунтов стерлингов. Разрыва удалось избежать, так как накануне ноябрьской распродажи аукцион был отменен, и бумаги забрала Британская библиотека. 388 томов теперь каталогизированы как Add MS 72242-72621.

## Палата лордов
Заняв свое место в Палате лордов в ноябре 1989 года, маркиз Дауншир присоединился к партии консерваторов. Член команды лордов на мостике, он был редким оратором, но становился все более внимательным. Ко времени своего исключения из верхней палаты в 1999 году он был самым внимательным из семи ирландских маркизов. За десять лет в Палате лордов он произнес две речи и изложил один письменный вопрос. Его первая речь, произнесенная в октябре 1994 года, была частью дискуссии, в которой принимались во внимание «последние события в Северной Ирландии».
В ответ на возражение покойный лорд Вильямс из Мостина сказал об этом: «… Я надеюсь, что могу со всем уважением указать на одну из них, первую речь благородного маркиза лорда Дауншира, речь, которую я лично нашел представляют интерес и имеют большое содержание — оба прилагательных нельзя приписать девичьим выступлениям».
Он сказал: «… было бы справедливо сказать, что Ирландия в целом, как говорили другие благородные лорды, имела бурную историю, и этот факт был подчеркнут ее продолжением в Ольстере. У этого феномена есть множество причин, хотя некоторые пытаются возложить часть вины на двусмысленное отношение к Ирландии последовательно Англии, Великобритании и Соединенного Королевства. Я бы не стал полностью разделять эту точку зрения, хотя считаю, что при установлении связи между Англией и Ирландией вначале были допущены фундаментальные ошибки, на устранение которых уходит много веков … [T] нет сомнений в том, что совместное Декларация знаменует собой кардинальные изменения в современной ирландской политике. Возможность, которую он предоставляет всем, кто дорожит как провинцией, так и Ирландией в целом, они проигнорируют на свой страх и риск».
В ходе дебатов под названием «Пилоны в Йоркской долине» в марте 1995 года он указал на новые проблемы, связанные с государственно-частными финансами, землевладельцами и принудительной покупкой: «Может наступить время, и оно обязательно наступит, когда кошелек строителей пилонов иссякнет и наступит обязательная покупка. Несомненно, тогда возникает более серьезный конфликт интересов — обращение к государственной власти для обеспечения частной прибыли». Это было особенно проницательно, поскольку в данном случае частная прибыль должна была принадлежать компании Enron. Его единственный письменный вопрос относился к директиве по безопасности «Мишени пестицидов».

## Браки и дети
5 октября 1957 года Робин Хилл женился на Джульетте Уэлд-Форестер (1 августа 1934 — 28 апреля 1986), дочери Сесила Джорджа Уилфреда Уэлда Форестера, 7-го барона Форестера (1899—1977), и Мэри Луизы Присциллы Перротт (1909—1988). Она умерла в 1986 году. У них было трое детей, Артур, Энтони и Джорджина:
- Артур Фрэнсис Николас Уиллс Иэн Хилл, 9-й маркиз Дауншир (род. 4 февраля 1959), старший сын и преемник отца
- Лорд Энтони Иэн Хилл (род. 20 октября 1961), женат с 1992 года Аннабель Присцилле Анджеле Налл-Кейн (род. 1965), трое детей
- Леди Джорджина Мэри Хилл (род. 29 декабря 1964), муж с 2001 года Сэм Андерсон, от брака с которым у неё одна дочь.

18 сентября 1989 года Артур Хилл женился вторым браком на Диане Хибберт Кросс (? — 1 августа 1998), дочери сэра Рональда Хибберта Кросса, 1-го баронета (1896—1968), и Луизы Марион Грин-Эммотт. Она умерла в 1998 году.
В 2003 году маркиз Дауншир женился третьим браком на Тессе Хелен Мюррей Прайн (род. 28 января 1940), дочери Джона Мюррея Прайна (1902—1985) и Лорины Хелен Элспет Скин (1909—1985). Два последних брака были бездетными.

## Смерть
Он умер 18 декабря 2003 года в возрасте 74 лет, у него остались двое сыновей и одна дочь от первого брака и третья жена. Его старший сын Николас Хилл, который до тех пор носил титул графа Хиллсборо, сменил его на посту 9-го маркиза Дауншира и также стал бароном Сэндисом в 2013 году.